# Lidion

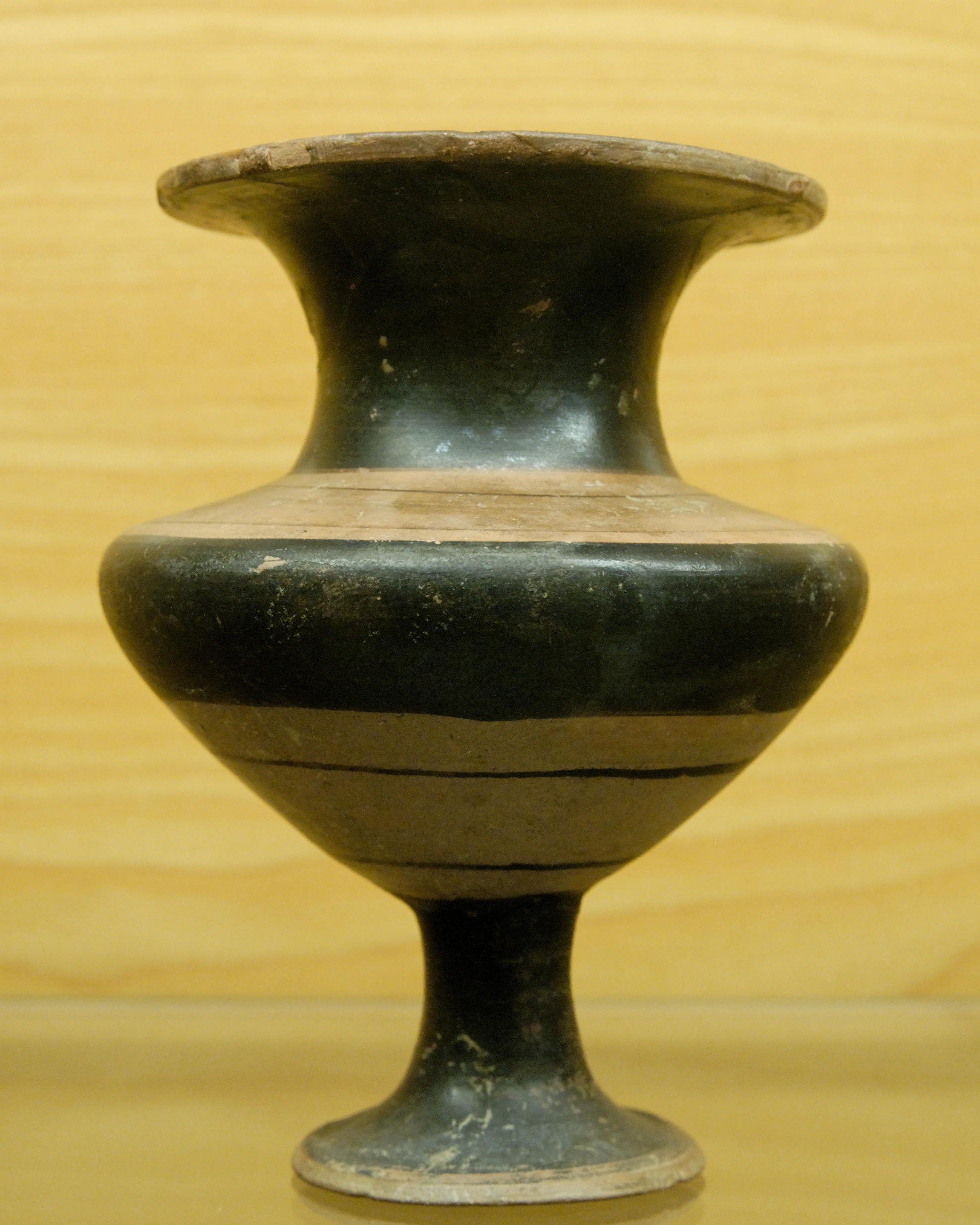
Lidion jónico de figuras negras con decoración de bandas, 2ª mitad del Encontrada en Gela y ahora en el Museo arqueológico regional Antonino Salinas de Palermo.

El lidion (en griego antiguo λύδιον, lydion; plural lydia) fue un tipo de antiguo vaso griego. Es un pequeño o mediano recipiente de cuerpo esférico, sin asas, sobre un pie estrecho, relativamente alto, de forma cilíndrica o cónica. El cuello es marcado de longitud variable, encontrándose con el cuerpo en un ángulo agudo y tiene un labio horizontal.
Se produjeron principalmente durante el período arcaico en el siglo VI a. C. Fueron exportados a todo el Mediterráneo e imitados en muchos lugares. Fue particularmente popular en las regiones griegas orientales, como la jónica, imitando la tipología de vasos de la antigua Lidia, con líneas o bandas concéntricas, de donde viene su nombre, aunque parece una probable derivación del Antiguo Egipto.
Se utilizaba en los ritos funerarios de la Antigua Grecia, como recipiente de ungüentos del tipo bakkaris (βάκκαρις) o del agua lustral con la que se lavaba al fallecido. Fue raramente producido en Atenas y son escasas las piezas que incluyan decoración figurativa, aunque por ejemplo, en el Museo Arqueológico Nacional de España, existe un lidion que contiene una escena funeraria de plañideras tirándose del pelo en un lado y de hombres que levantan sus manos en señal de duelo, en figuras negras (Inventario 10939).

## Galería

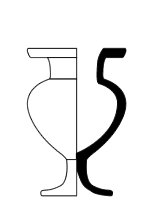
Forma de Lidion por dentro y por fuera.
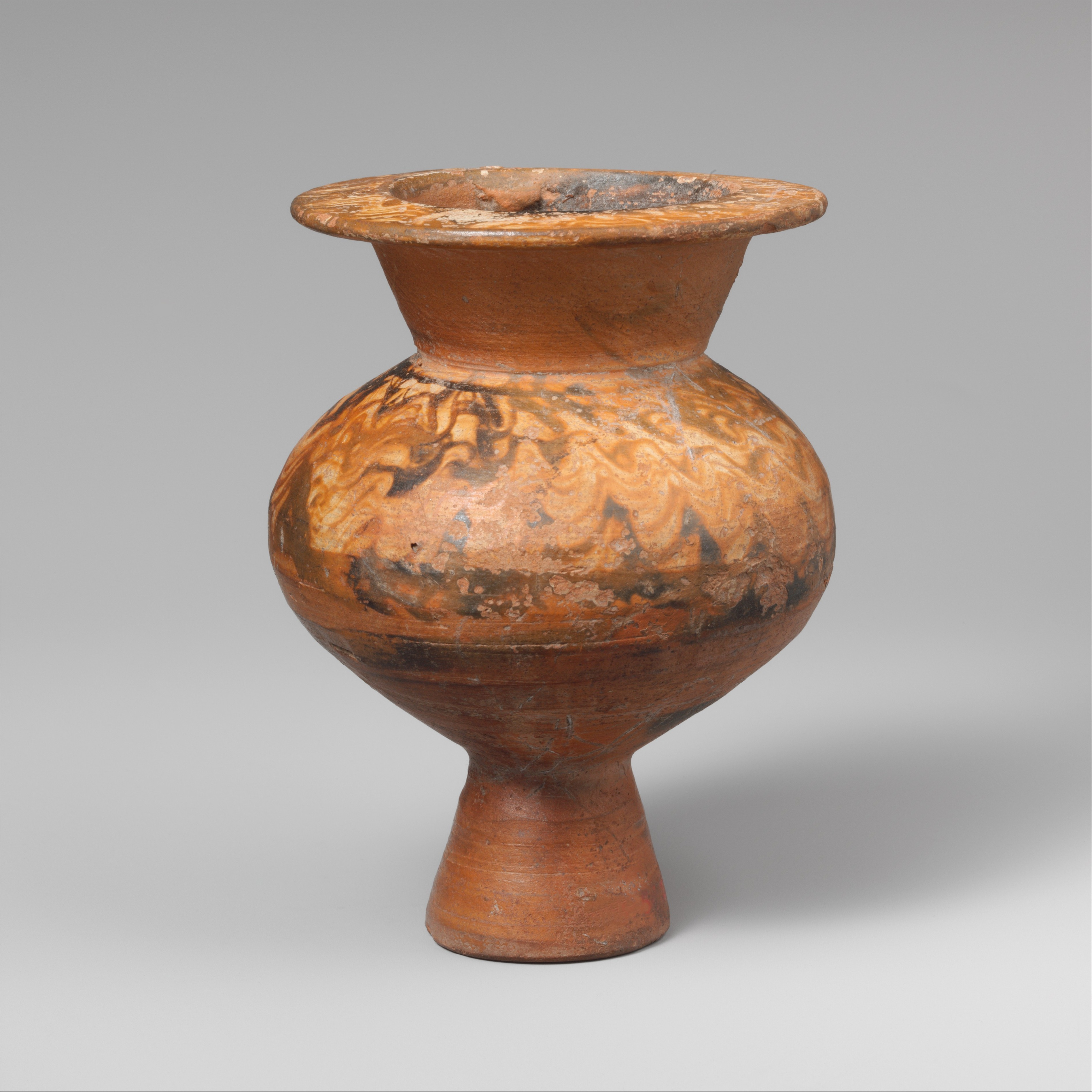
Lidion, c. 500 a. C.
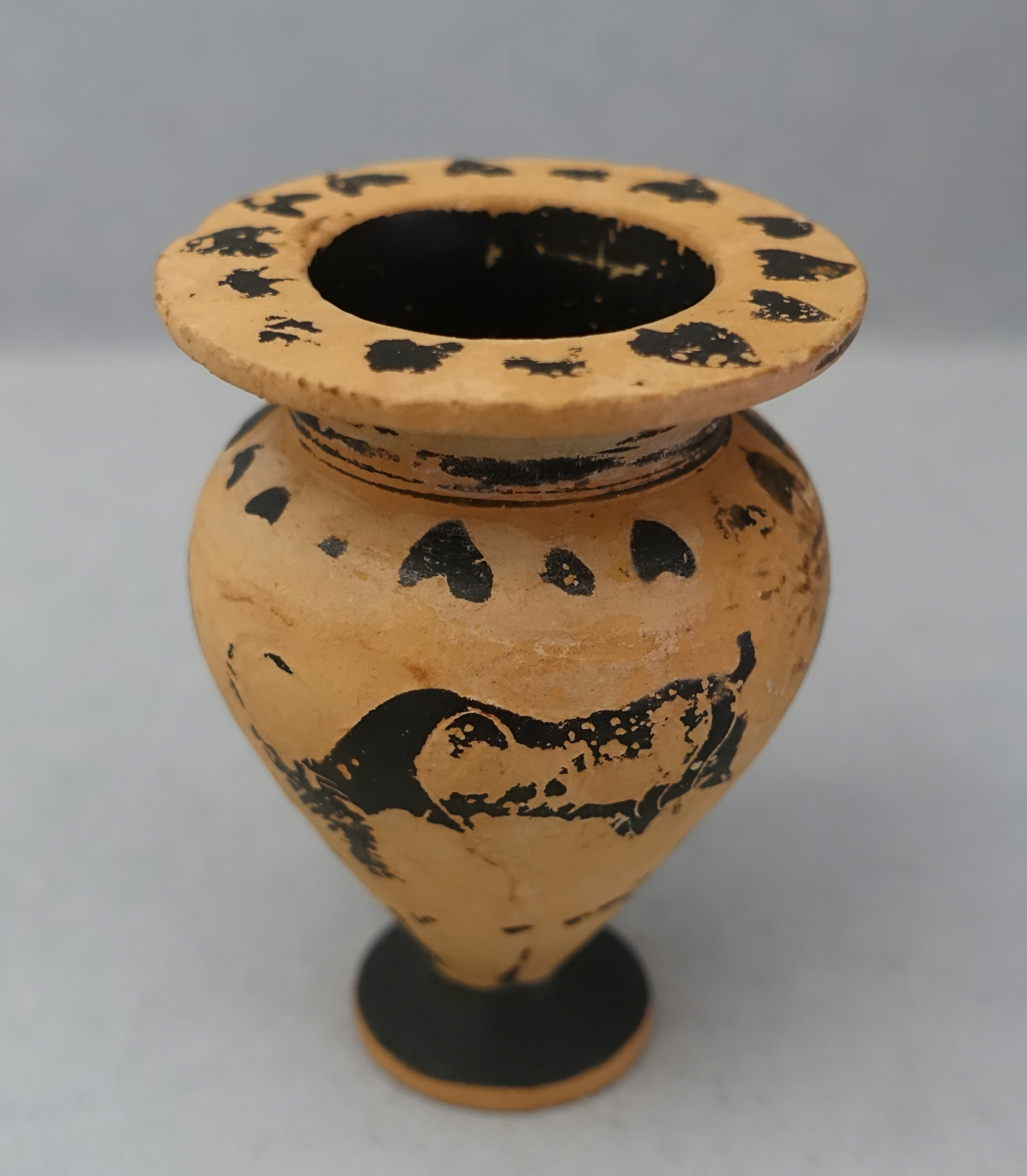
Lidion, c. 550 a. C.
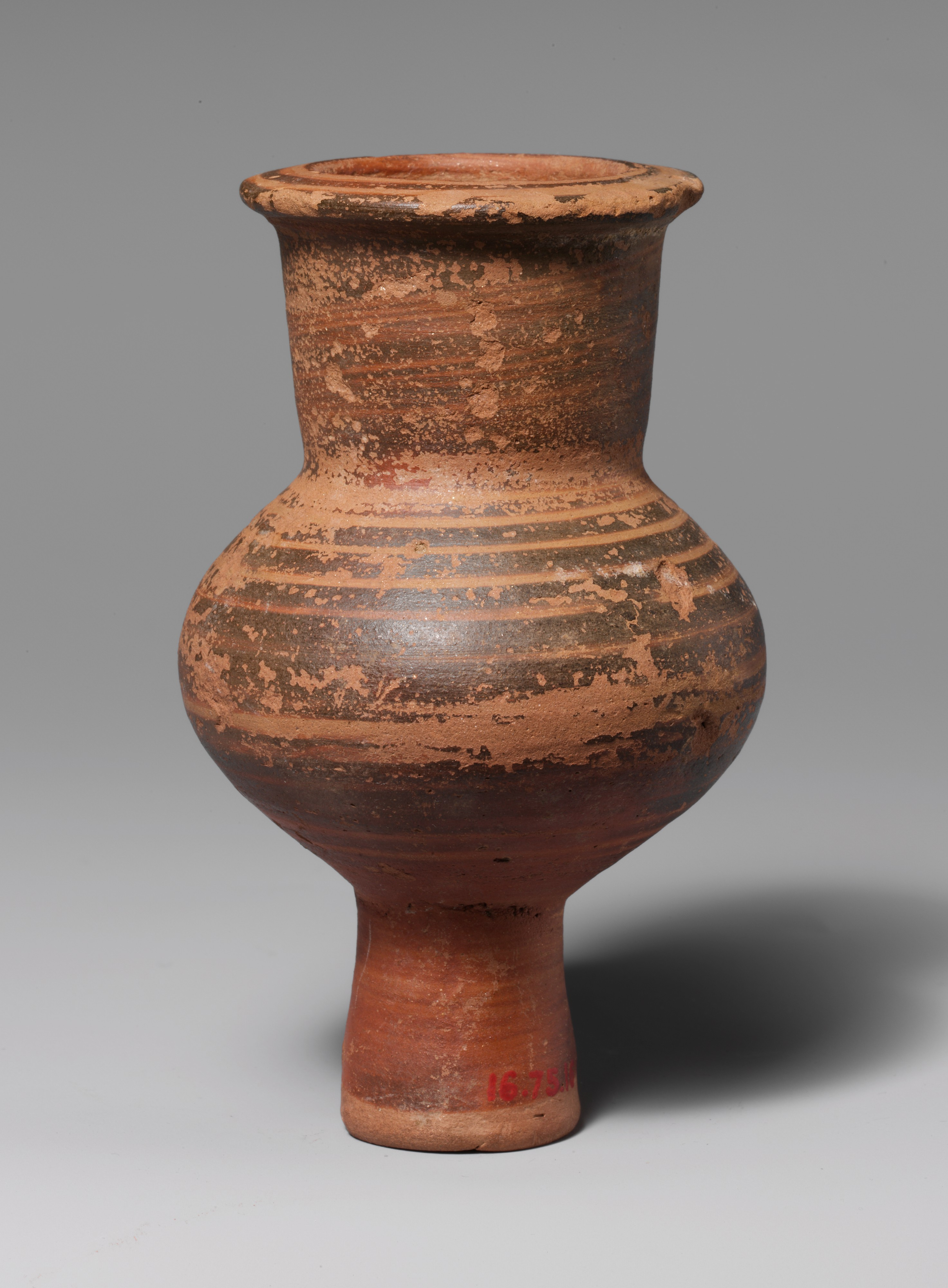
Lidion, c. 500 a. C.
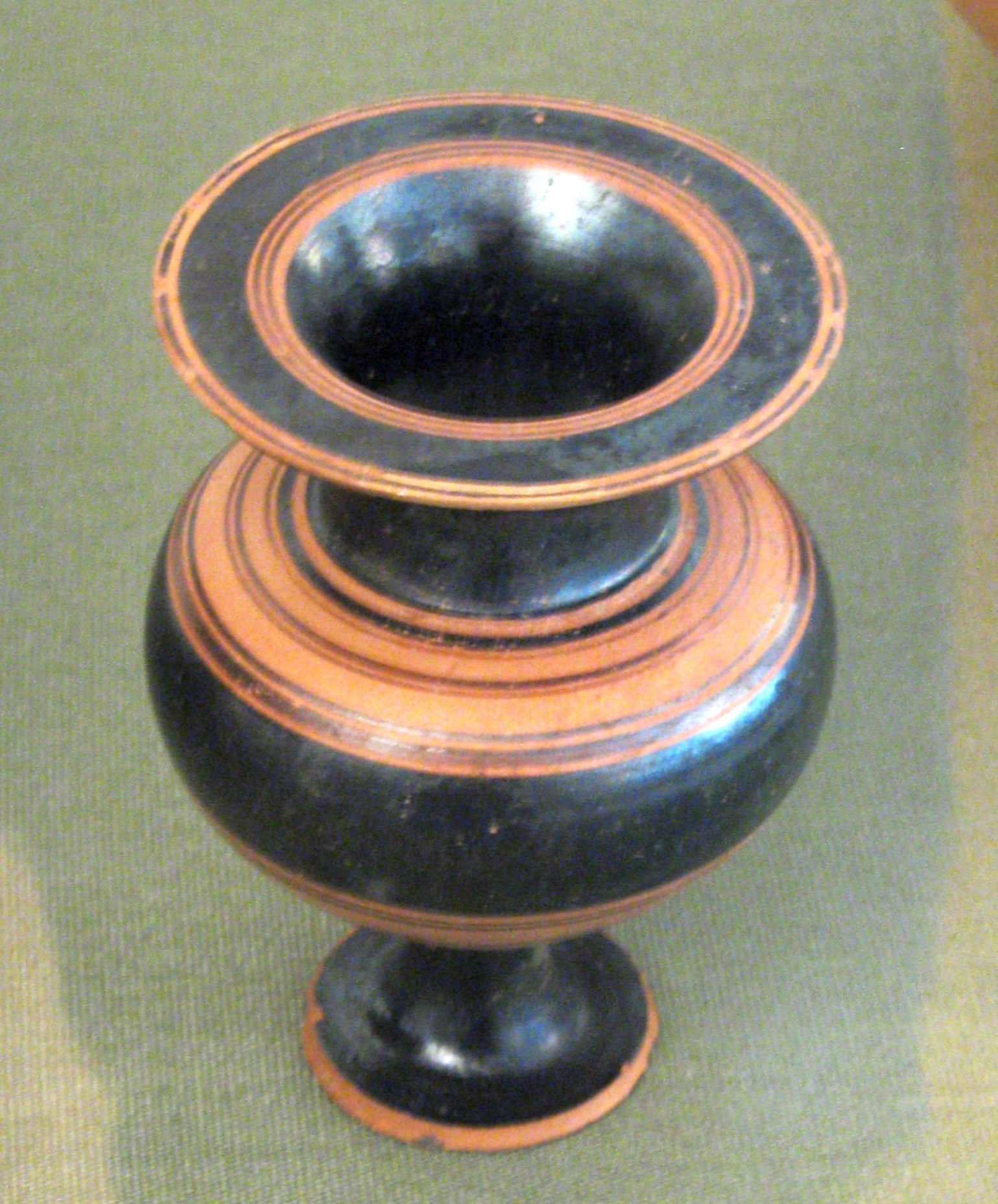
Lidion, c. 550–500 a. C.